# 1872 Helenos

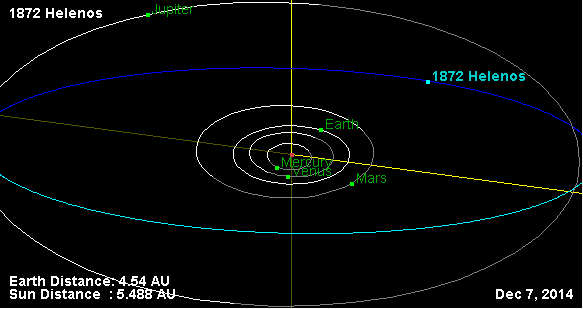
A kisbolygó képe

Az 1872 Helenos (ideiglenes jelöléssel 1971 FG) egy kisbolygó a Naprendszerben. Cornelis Johannes van Houten, Ingrid van Houten-Groeneveld és Tom Gehrels fedezte fel 1971. március 24-én. A Jupiter pályáján keringő Trójai csoport tagja.